# Mario Chalmers
Almario Vernard „Mario” Chalmers (ur. 19 maja 1986 w Anchorage) – amerykański koszykarz grający na pozycji rozgrywającego, dwukrotny mistrz NBA, obecnie zawodnik Sioux Falls Skyforce.
W kwietniu 2008 zdobył z drużyną koszykarską uniwersytetu Kansas mistrzostwo NCAA (w meczu finałowym trafił decydujący rzut za trzy punkty). Przeszło dwa miesiące później został wybrany z 34 numerem w drafcie NBA przez Minnesotę Timberwolves, lecz jeszcze tego samego dnia został wymieniony do Miami Heat. Razem z Heat w 2011 dotarł do finałów NBA, a w 2012 i 2013 zdobył tytuły mistrzowskie. W 2015 został wymieniony do Memphis Grizzlies, gdzie występował do końca sezonu, a następnie także w rozgrywkach 2017/2018. W sezonie 2018/2019 był zawodnikiem Virtusu Bolonia. Rok później został zawodnikiem AEK-u Ateny.
Jest jednym z ponad 40 zawodników w historii, którzy zdobyli zarówno mistrzostwo NCAA, jak i NBA w trakcie swojej kariery sportowej.

## Życiorys

### Dzieciństwo i szkoła średnia
Urodził się 19 maja 1986 w Anchorage jako syn Ronniego i Almarii Chalmers. Od dzieciństwa był zafascynowany koszykówką, a jego idolem początkowo był Michael Jordan. Ojciec Chalmersa był asystentem trenera w szkole średniej East Anchorage, do której wtedy chodził legendarny w tym stanie Trajan Langdon. Dzięki temu mały Chalmers mógł zostawać po treningach szkolnego zespołu, na których grywał właśnie z nim. Langdon szybko stał się idolem Chalmersa i ten cały czas powtarzał ojcu, że chce być taki jak on. Trafił do szkoły średniej Bartlett, w której szybko stał się gwiazdą. Trzy razy z rzędu wybierano go najlepszym graczem szkół średnich na Alasce, czym wyrównał osiągnięcie Langdona. W 2005 wystąpił w meczu gwiazd amerykańskich szkół średnich - McDonald’s All-American. W latach 2002 i 2003 zdobywał ze swoją szkołą mistrzostwa stanu. W sierpniu 2011 szkoła wycofała z użycia w swojej drużynie numer 15, z którym grał Chalmers.
Idąc do koledżu, Chalmers był uznawany za drugiego najlepszego rozgrywającego, kończącego wówczas szkołę średnią. Starały się o niego takie uczelnie jak Arizona czy Karolina Północna. 21 maja 2004 podpisał list intencyjny uniwersytetu Kansas, co sprawiło, że stał się zawodnikiem ich drużyny koszykarskiej.

### Kariera akademicka

#### 2005/2006 – sezon debiutancki
W debiutanckim spotkaniu z drużyną koszykarską uniwersytetu Idaho zdobył 15 punktów, jednak spotkanie rozpoczął na ławce rezerwowych. W styczniu 2006  stał się podstawowym rozgrywającym Kansas. Od tamtego czasu rozegrał 21 spotkań w pierwszej piątce, na 22 możliwe. Notował średnio 11,5 punktu na mecz, co było drugim wynikiem w zespole. W całym sezonie zanotował 89 przechwytów, będąc najlepszym zawodnikiem konferencji w tej kategorii. W tym samym sezonie otrzymał nagrodę najlepszego zawodnika Big 12, stając się dopiero drugim debiutantem, który ją zdobył, dwukrotnie nagrodę dla najlepszego debiutanta tygodnia, oraz nagrodę im. Clyde Lovellette'a dla zawodnika, który poczynił największe postępy. Trafiając średnio 78,8 procent rzutów osobistych został również nagrodzony trofeum im. Dutcha Lonborga.

#### 2006/2007 – pierwszy udział w Elite Eight

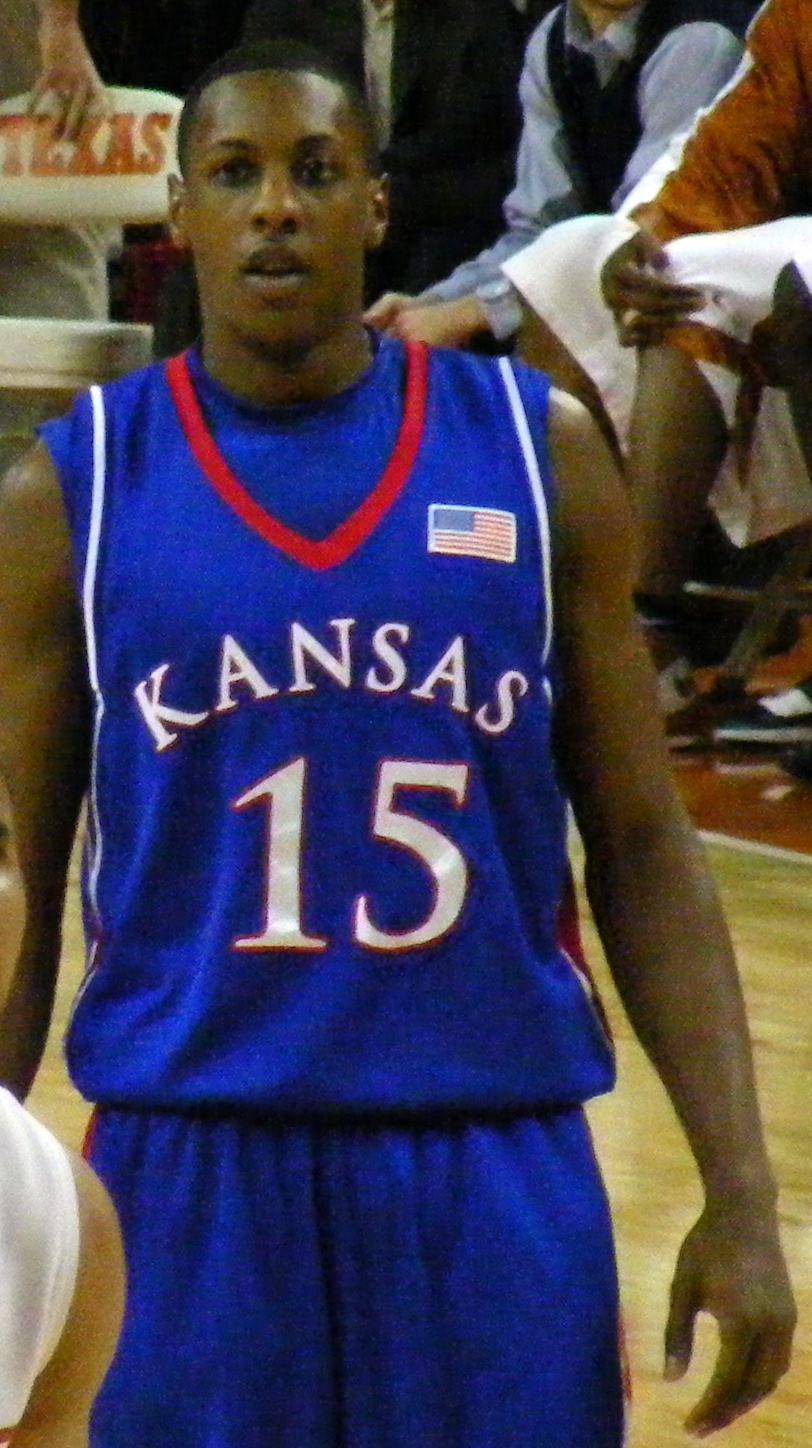
Chalmers w 2008

Będąc na drugim roku studiów, Chalmers stał się prawdziwym liderem zespołu. Wystąpił we wszystkich 38 spotkaniach drużyny, a w 37 z nich wyszedł w pierwszej piątce. Trzykrotnie notował zdobycze powyżej 20 punktów (w meczu z USC, UCLA i Oklahoma State). Drugi raz z rzędu był drugim strzelcem zespołu, ze średnią 12,2 punktu na mecz, oraz wygrał kategorię przechwytów, notując ich aż 97. W całym sezonie zadziwiała również jego skuteczność w rzutach za trzy punkty, którą utrzymał na poziomie 40,4 procent. Zostały mu przyznane nagrody dla najlepszego defensora na poziomie uczelnianym, którą podzielił z Marcusem Dovem z uniwersytetu stanowego Oklahomy, został wybrany do trzeciego składu i najlepszego zespołu defensywy konferencji Big 12. Zespół Jayhawks dotarł aż do kwalifikacji o Elite Eight, lecz przegrał w nich z UCLA Bruins.

#### 2007/2008 – mistrzostwo NCAA

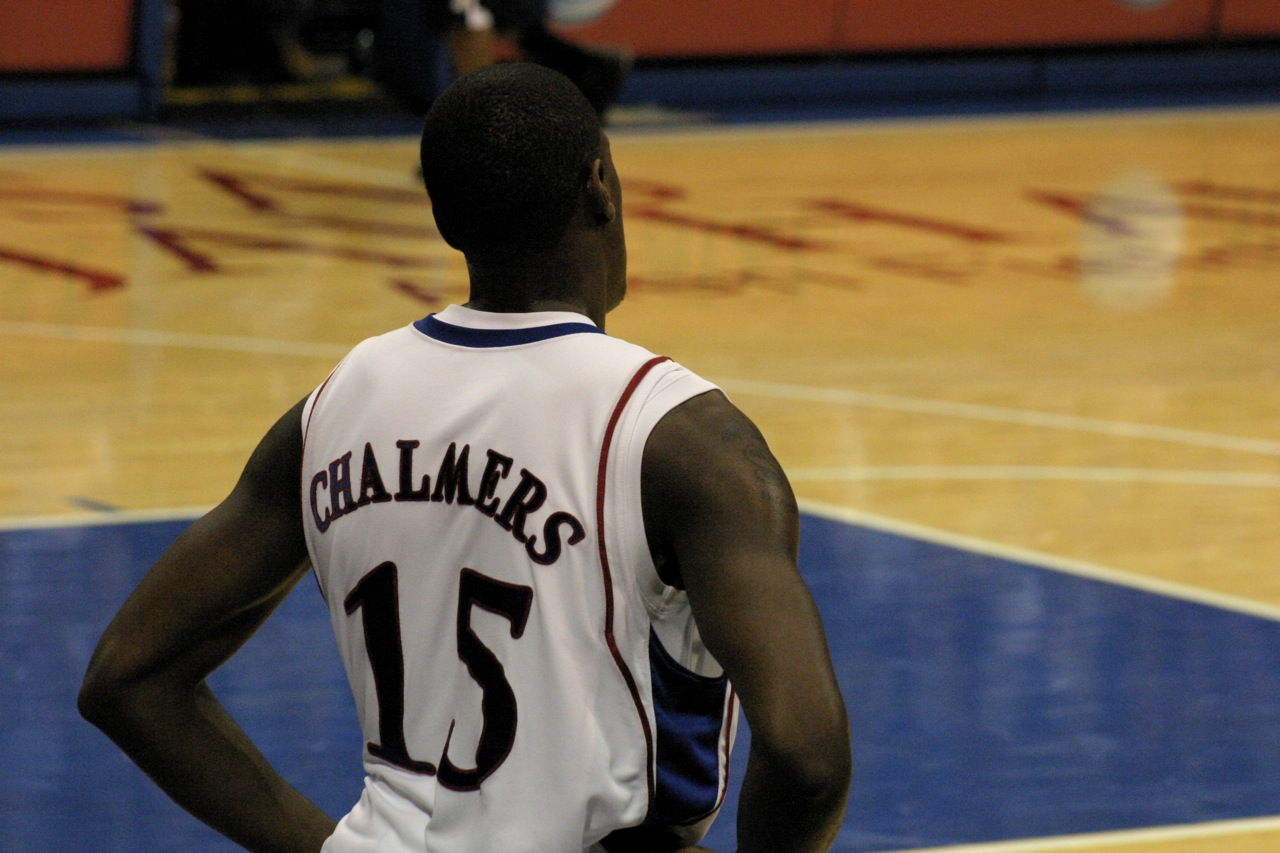
Chalmers w 2007

Sezon 2007/08 w rozgrywkach akademickich, był dla Chalmersa najlepszym przez całe trzy lata studiów. Notował on średnio 12,8 punktów i 4,3 asysty, będąc liderem zespołu w obu tych kategoriach. Powtórzył osiągnięcie z dwóch poprzednich lat i kolejny raz wygrał kategorią przechwytów, z takim samym jak przed rokiem wynikiem 97 zanotowanych przejęć piłki. Ustanowił również swoje rekordy w blokach i zbiórkach. 26 stycznia oraz 14 marca w meczach z Nebraską zablokował po trzy rzuty, a w spotkaniu z uniwersytetem DePaul zebrał dziewięć piłek. W meczu o mistrzostwo konferencji Big 12 z uniwersytetem Teksasu zanotował 30 punktów, ustanawiając nowy rekord kariery. Został również wybrany do pierwszej drużyny defensywny oraz drugiego składu Big 12.
Jayhawks dotarli do finału NCAA, gdzie jako przeciwnika mieli, prowadzonych przez MVP NBA sezonu 2010/11 Derricka Rose, Memphis Tigers. Spotkanie było wyrównane, a o wyniku przesądził buzzer beater rzucony właśnie przez Chalmersa. Trafił on rzut za trzy punkty na 2, 1 sekundy przed końcem. Zagranie to nazywane jest często Mircale Mario. Tigers nie zdołali wyprowadzić kontry i Kansas zostali mistrzami Stanów Zjednoczonych. Był to trzeci mistrzowski tytuł Jayhawks. Chalmers został wybrany najlepszym zawodnikiem turnieju oraz do pierwszej piątki Final Four. Po tych sukcesach postanowił zgłosić się do draftu.

### Kariera zawodowa

#### 2008/2009 – sezon debiutancki
Kiedy publicznie ogłoszono listę osób biorących udział w drafcie, jak co roku zaczęły się spekulacje, typowania, a Chalmers wypadał w nich bardzo dobrze. Stawiano iż zajmie on miejsce w pierwszej rundzie. Chalmers został jednak wybrany z 34 numerem przez Minnesotę Timberwolves. Tego samego dnia został wymieniony za gotówkę i dwa przyszłościowe wybory w drafcie, a jego zespołem zostało Miami Heat.
3 września 2008 Chalmers i jego były kolega z drużyny Jayhawks, Darrell Arthur zostali wydaleni z obozu przygotowawczego dla debiutantów, za rzekome zażywanie marihuany. Policjanci odwiedzający ich pokój po zgłoszeniu pożaru o trzeciej nad ranem, twierdzili, że w ich pokoju czuć było mocny zapach narkotyków, jednak żadnych śladów na posiadanie ich przez zawodników nie znaleziono. Inny z debiutantów Michael Beasley, również był obecny w sali, kiedy weszli policjanci, ale on jednak nie został poproszony o opuszczenie obozu. Chalmers nie przyznał się do zażywania marihuany, jednak mimo to on jak i Arthur zostali ukarani przez NBA grzywną wysokości 20 tysięcy dolarów. Beasley również został ukarany grzywną, ale w wysokości 50 tysięcy dolarów.
W swoim pierwszym sezonie na parkietach NBA, Chalmers był podstawowym rozgrywającym Miami Heat. Wystąpił we wszystkich 82 spotkaniach, które rozpoczynał w pierwszej piątce. Zadebiutował w spotkaniu z New York Knicks, w którym zdobył 17 punktów. Przez cały sezon aż czterokrotnie przebywał na parkiecie więcej niż 40 minut. Był trzeci w kategorii przechwytów, notując ich średnio 3,3 na mecz. Sezon zakończył ze zdobywanymi średnio 10 punktów, 4,9 asysty, 2,8 zbiórki, grając 32 minuty na mecz. 5 listopada 2008, w swoim czwartym spotkaniu zanotował 9 przechwytów, co dotychczas jest jego rekordem. Został wybrany do drugiego składu debiutantów. 19 kwietnia 2009 zadebiutował w play-offs. W spotkaniu z Atlantą Hawks spędził prawie 34 minuty na parkiecie i zanotował 8 punktów.

##### 2009/2010 – utrata miejsca w pierwszej piątce
Przed sezonem 2009/2010 jako wolny agent do drużyny Miami Heat trafił Carlos Arroyo, przez co dla Chalmersa brakowało miejsca. W pierwszym składzie po raz pierwszy w karierze nie wystąpił 15 grudnia w spotkaniu z Toronto Raptors. Było to spowodowane zerwaniem ścięgna palca w ręce i do końca sezonu był już tylko rezerwowym, tylko raz wychodząc w pierwszej piątce. Notował średnio 7,1 punktów na mecz i 4,9 asysty grając 24,8 minut na mecz. 17 kwietnia 2010 po raz drugi w karierze zagrał w play-offs. W ostatnim spotkaniu serii z Bostonem Celtics zanotował 20 punktów, wchodząc z ławki. Całą serię Heat przegrali 4:1, odpadając drugi raz z rzędu w pierwszej rundzie rozgrywek pozasezonowych.

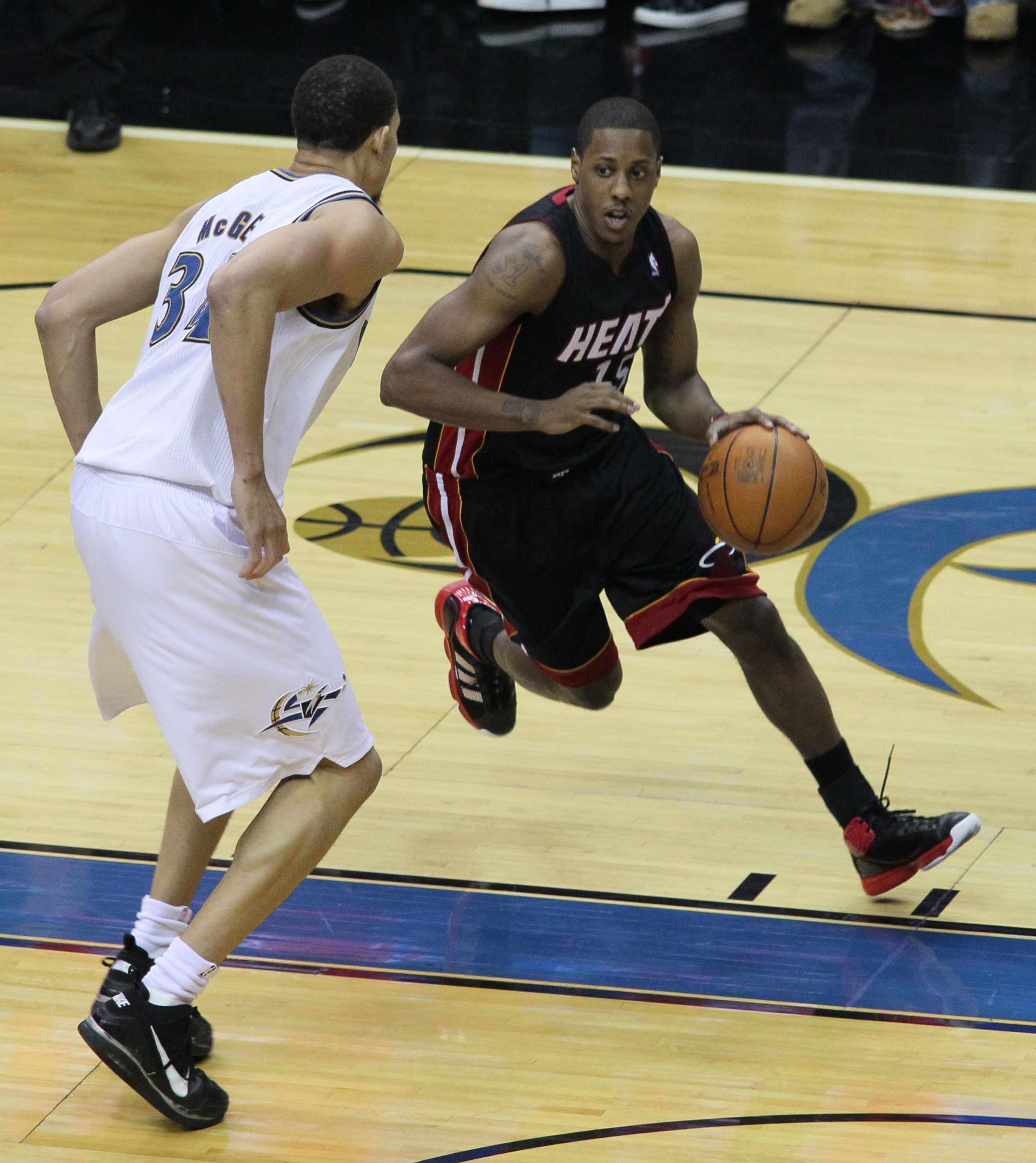
Chalmers w 2010

##### 2010/2011 – pierwsze finały NBA
W dniu 9 lipca 2011 podano, że w zespole Heat pozostaje Dwyane Wade, a nowym zawodnikiem stał się Chris Bosh. Tego samego dnia w specjalnie przygotowanym, godzinnym programie „Decyzja” ogłoszono, że kontrakt z drużyną podpisał MVP dwóch poprzednich sezonów LeBron James. Z tego też powodu, Chalmers musiał zmienić swój numer 6 na 15, gdyż otrzymać miał go James. Nadal jednak nie odzyskał swojej pozycji, nawet kiedy zwolniono Carlosa Arroyo, szybko w drużynie znalazł się Mike Bibby. Pod względem statystycznym rozgrywał najgorszy sezon w karierze. Notował on średnio 6,4 punktów i 2,5 asysty występując 22,5 minuty na mecz. Heat z gwiazdami w składzie oraz Chalmersem jako role player od początku sezonu plasowali się w czołówce tabeli. W piątym meczu finałów NBA, w których grała ekipa z Miami, trafił rzut z połowy na koniec pierwszej kwarty dając im prowadzenie 29:22. Spotkanie to jednak jak i całe finały okazały się zwycięstwem Dallas Mavericks.

#### Po 2011
11 listopada 2015 został oddany w wymianie przez Heat do Memphis Grizzlies. 10 marca 2016 został wykluczony z gry do końca sezonu z powodu zerwania ścięgna Achillesa, a następnie został zwolniony przez Grizzlies.
1 marca 2019 dołączył do włoskiego Virtusu Bolonia. 1 listopada został zawodnikiem greckiego AEK-u Ateny.
21 września 2020 zawarł umowę z greckim Arisem Saloniki. 30 grudnia 2021 podpisał 10-dniowy kontrakt z Miami Heat. 14 stycznia 2022 dołączył do składu Sioux Falls Skyforce.

## Życie prywatne
Urodził się jako syn Ronnie i Almarie Chalmers. Jego ojciec jest trenerem koszykarskim. Prowadził szkołę średnią do której chodził Trajan Langdon, a w 2005 pracował jako dyrektor do spraw operacji koszykarskich na uniwersytecie Kansas, gdzie studiował jego syn. Jego kuzyni Lionel Chalmers i Craig Smith również grali w NBA. Na przedramieniu ma wytatuowaną postać Super Mario z piłką do koszykówki.

## Osiągnięcia
Stan na 18 stycznia 2022, na podstawie, o ile nie zaznaczono inaczej.
NCAA
- Mistrz:
  - NCAA (2008)
  - turnieju konferencji Big 12 (2006–2008)
  - sezonu regularnego Big 12 (2006–2008)
- Uczestnik:
  - rozgrywek Elite Eight turnieju NCAA (2007, 2008)
  - turnieju NCAA (2006–2008)
- Obrońca roku konferencji Big 12 (2007)[88]
- Most Outstanding Player (MOP=MVP) turnieju:
  - NCAA (2008)[89]
  - Big 12 (2006)[90]
- Zaliczony do:
  - I składu:
    - NCAA Final Four (2008)[91]
    - defensywnego Big 12 (2006–2008)
    - debiutantów Big 12 (2006)
    - zawodników pierwszorocznych Big 12 (2006)
    - turnieju Big 12 (2006, 2008)

  - II składu Big 12 (2008)
  - III składu Big 12 (2007)
  - składu All-Big 12 honorable mention (2006)
- Drużyna Kansas Jayhawks zastrzegła należący do niego numer 15

NBA
- Mistrz NBA (2012, 2013)
- Wicemistrz NBA (2011, 2014)
- Zaliczony do II składu debiutantów NBA (2009)[92]
- Uczestnik konkursu rzutów za 3 punkty NBA (2012)
- Lider play-off w średniej przechwytów (2009)[93]

Inne
- Mistrz Ligi Mistrzów FIBA (2019)
- Zdobywca pucharu Grecji (2020)

## Statystyki w NBA
Na podstawie.

### Sezon regularny
| Sezon   | Drużyna | M   | S5  | MPG  | FG%   | 3P%   | FT%   | RPG | APG | SPG | BPG | PPG  |
| ------- | ------- | --- | --- | ---- | ----- | ----- | ----- | --- | --- | --- | --- | ---- |
| 2008/09 | Miami   | 82  | 82  | 32,0 | 42,0% | 36,7% | 76,7% | 2,8 | 4,9 | 2,0 | 0,1 | 10,0 |
| 2009/10 | Miami   | 73  | 22  | 24,8 | 40,1% | 31,8% | 74,5% | 1,8 | 3,4 | 1,2 | 0,2 | 7,1  |
| 2010/11 | Miami   | 70  | 28  | 22,6 | 39,9% | 35,9% | 87,1% | 2,1 | 2,5 | 1,1 | 0,1 | 6,4  |
| 2011/12 | Miami   | 64  | 64  | 28,5 | 44,8% | 38,8% | 79,2% | 2,7 | 3,5 | 1,5 | 0,2 | 9,8  |
| 2012/13 | Miami   | 77  | 77  | 26,9 | 42,9% | 40,9% | 79,5% | 2,2 | 3,5 | 1,5 | 0,2 | 8,6  |
| 2013/14 | Miami   | 73  | 73  | 29,8 | 45,4% | 38,5% | 74,2% | 2,9 | 4,9 | 1,6 | 0,2 | 9,8  |
| 2014/15 | Miami   | 80  | 37  | 29,6 | 40,3% | 29,4% | 77,4% | 2,6 | 3,8 | 1,5 | 0,1 | 10,2 |
| 2015/16 | Miami   | 6   | 0   | 20,0 | 31,3% | 9,1%  | 92,3% | 2,3 | 3,2 | 1,3 | 0,2 | 5,5  |
| 2015/16 | Memphis | 55  | 7   | 22,8 | 41,7% | 32,6% | 82,7% | 2,6 | 3,8 | 1,5 | 0,2 | 10,8 |
| 2017/18 | Memphis | 66  | 10  | 21,5 | 37,9% | 27,7% | 85,5% | 2,4 | 3,0 | 1,2 | 0,2 | 7,7  |
| Razem   |         | 646 | 400 | 26,7 | 41,7% | 35,1% | 79,3% | 2,5 | 3,7 | 1,5 | 0,2 | 8,9  |

### Play-offy
| Sezon | Drużyna | M  | S5 | MPG  | FG%   | 3P%   | FT%   | RPG | APG | SPG | BPG | PPG  |
| ----- | ------- | -- | -- | ---- | ----- | ----- | ----- | --- | --- | --- | --- | ---- |
| 2009  | Miami   | 7  | 7  | 33,0 | 40,0% | 28,6% | 71,4% | 2,7 | 4,4 | 2,9 | 0,1 | 7,3  |
| 2010  | Miami   | 5  | 0  | 26,2 | 45,0% | 35,0% | 84,6% | 1,8 | 2,6 | 0,6 | 0,0 | 10,8 |
| 2011  | Miami   | 21 | 1  | 24,3 | 43,5% | 38,1% | 71,9% | 1,9 | 2,1 | 1,3 | 0,0 | 7,8  |
| 2012  | Miami   | 23 | 23 | 35,6 | 44,2% | 35,9% | 71,7% | 3,7 | 3,9 | 1,2 | 0,3 | 11,3 |
| 2013  | Miami   | 23 | 23 | 28,3 | 41,5% | 35,3% | 75,5% | 2,3 | 3,1 | 0,9 | 0,0 | 9,4  |
| 2014  | Miami   | 20 | 19 | 26,8 | 42,3% | 34,9% | 76,0% | 2,3 | 3,6 | 1,0 | 0,3 | 6,4  |
| Razem |         | 99 | 73 | 29,1 | 42,9% | 35,7% | 74,2% | 2,5 | 3,2 | 1,2 | 0,2 | 8,8  |